# آصف (اسم)
آصف هو اسم عربي يطلق على الذكور. وعده بعض علماء العرب اسما أعجميا.

## أعلام يحملون الاسم
- آصف بن برخيا ذكر في القرآن وهو أحد علماء بني إسرائيل.
- آصف أحمد دبلوماسي بريطاني من أصل بنغلاديشي.
- آصف شوكت سياسي سوري
- آصف جاه قمر الدين مؤسس دولة حيدر آباد
- آصف مندوي ممثل بريطاني
- آصف علي (سياسي) سياسي هندي
- آصف علي زرداري رئيس باكستان السابق
- آصف فرخي كاتب باكستاني
- آصف الدولة نواب توده الرابع
- آصف علي مالك وكيل نيابة ومحامي باكستاني
- آصف علي أصغر فيضي استاذ هندي وباحث في الدراسات الإسماعيلية الحديثة